# LCP (kanał telewizyjny)
LCP (fr. La Chaîne parlementaire = kanał parlamentarny) – francuski publiczny kanał telewizyjny informujący o działaniu tamtejszego Zgromadzenia Narodowego (La Chaine Parlementaire - Assemblée nationale, LCP-AN) i Senatu (Public Sénat).